# Zygoneura petasitidis
Zygoneura petasitidis är en tvåvingeart som beskrevs av Mitsuhiro Sasakawa 1997. Zygoneura petasitidis ingår i släktet Zygoneura och familjen sorgmyggor. Inga underarter finns listade i Catalogue of Life.